# NGC 3962
NGC 3962 ist eine elliptische Galaxie vom Hubble-Typ E1 im Sternbild Becher südlich der Ekliptik. Sie ist schätzungsweise 83 Millionen Lichtjahre von der Milchstraße entfernt.
Das Objekt wurde  am 8. Februar 1785 vom deutsch-britischen Astronomen Wilhelm Herschel entdeckt.